# Vlaardinger-Ambacht
Vlaardinger-Ambacht (également Vlaardingerambacht) est une ancienne seigneurie et une ancienne commune néerlandaise de la province de la Hollande-Méridionale, située au nord-ouest de Rotterdam.
De 1812 à 1817, la commune avait été rattachée à Flardingue (Vlaardingen) pour la première fois.
En 1840, la commune avait 73 maisons et 499 habitants. Il n'y avait pas de village, les maisons étaient éparpillées dans les polders autour de Flardingue. 
Le 1er septembre 1855, la commune absorbe celle de Zouteveen. Lorsqu'en 1941 Vlaardinger-Ambacht est définitivement supprimée et rattachée à Flardingue, Zouteveen passe à Schipluiden.